# Joseph L. Goldstein

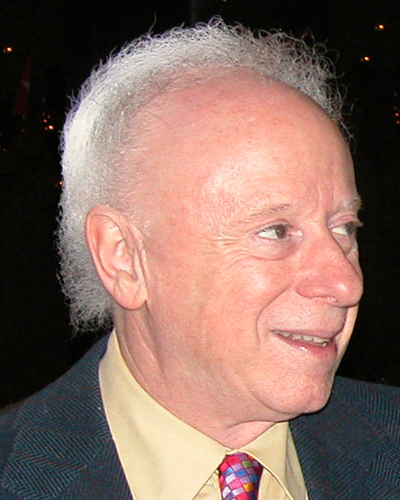
Joseph L. Goldstein (2003)

Joseph Leonard Goldstein (* 18. April 1940 in Sumter, South Carolina, USA) ist ein US-amerikanischer Genetiker und Nobelpreisträger für Medizin. Er erhielt ihn mit Michael S. Brown „für ihre Entdeckungen betreffend der Regulierung des Cholesterin-Stoffwechsels“.

## Leben
Joseph L. Goldstein studierte Chemie an der Washington and Lee University in Lexington (Virginia) (Bachelor 1962) und Medizin am University of Texas Southwestern Medical Center mit dem M.D.-Abschluss 1966. Von 1966 bis 1968 arbeitete er wissenschaftlich am Massachusetts General Hospiral in Boston und freundete sich in dieser Zeit mit Michael S. Brown an. Am Southwestern Medical Center, wo Goldstein heute Professor ist, führte er mit Brown in den 1970er Jahren die Arbeiten aus, für die beide 1985 mit dem Nobelpreis geehrt wurden.

## Ehrungen, Preise und Mitgliedschaften (Auswahl)
- 1976: Pfizer Award in Enzyme Chemistry
- 1978: Passano Award
- 1979: Richard Lounsbery Award
- 1980: Aufnahme in die National Academy of Sciences
- 1981: Gairdner Foundation International Award
- 1981: Aufnahme in die American Academy of Arts and Sciences
- 1984: Louisa-Gross-Horwitz-Preis
- 1985: Albert Lasker Award for Basic Medical Research
- 1985: William Allan Award
- 1985: Nobelpreis für Physiologie oder Medizin
- 1987: Keith R. Porter Lecture
- 1987: Aufnahme in die American Philosophical Society
- 1988: National Medal of Science
- 1991: Aufnahme in die Royal Society
- 1999: Warren Alpert Foundation Prize
- 2002: George M. Kober Medal
- 2003: Albany Medical Center Prize
- 2016: Rolf Luft Award